# Utricularia minutissima
Utricularia minutissima — вид рослин із родини пухирникових (Lentibulariaceae).

## Біоморфологічна характеристика
Це однорічна наземна рослина. Ризоїди капілярні, прості. Столони капілярні, слабо розгалужені. Пастки на ризоїдах, столонах і листках, на ніжках, яйцюваті, ≈ 0.2 мм. Листки нечисленні, від основи квітконосу і столонів, голі; пластинка вузько-зворотно-яйцювата чи лінійна, 3–20 × 0.4–0.8 мм, плівчаста, основа згасає на ніжці, край цільний, верхівка злегка тупа. Суцвіття прямовисні, 3–12 см, 1–10-квіткові, голі. Частки чашечки опуклі, 1.5–2 мм, нерівні, голі. Віночок фіолетовий або білий, 3–7 мм. Коробочка косо-еліпсоїдна, 1.5–2 мм. Насіння від кулястого до широко еліпсоїдного, 2–3 мм. 2n = 16.

## Поширення
Цей вид росте на півдні й південному сході Азії (Китай, Гонконг, Індія, Індонезія, Японія, Лаос, Малайзія, М'янма, Папуа-Нова Гвінея, Філіппіни, Сінгапур, Шрі-Ланка, Таїланд, В'єтнам) та в Австралії.
Зростає практично на будь-якому вологому субстраті з дефіцитом поживних речовин у межах його ареалу, найчастіше — в піщаних субстратах на околицях боліт і озер; на висотах від 0 до 1000 метрів.

## Галерея

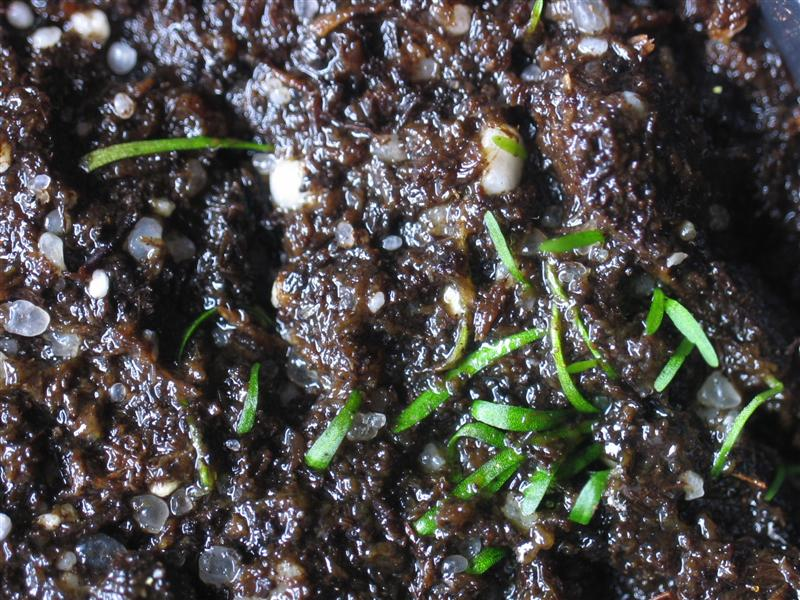
листки
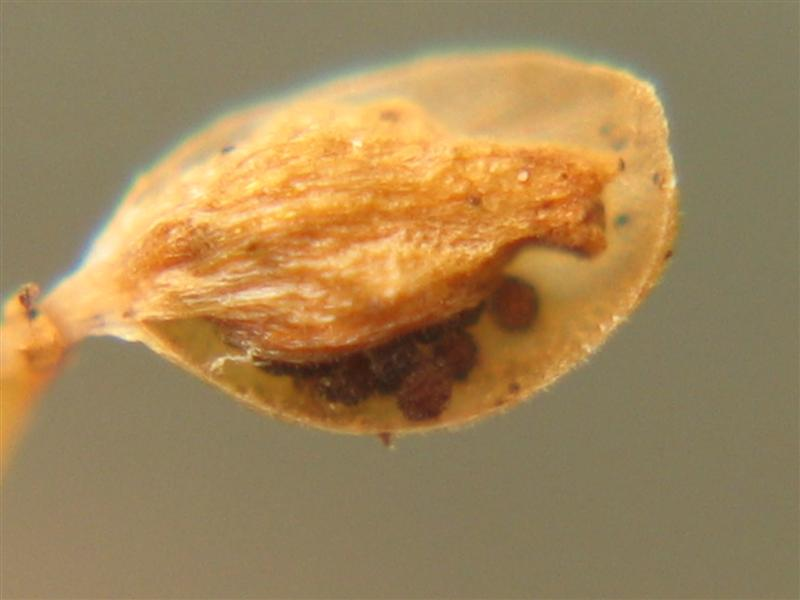
насіння
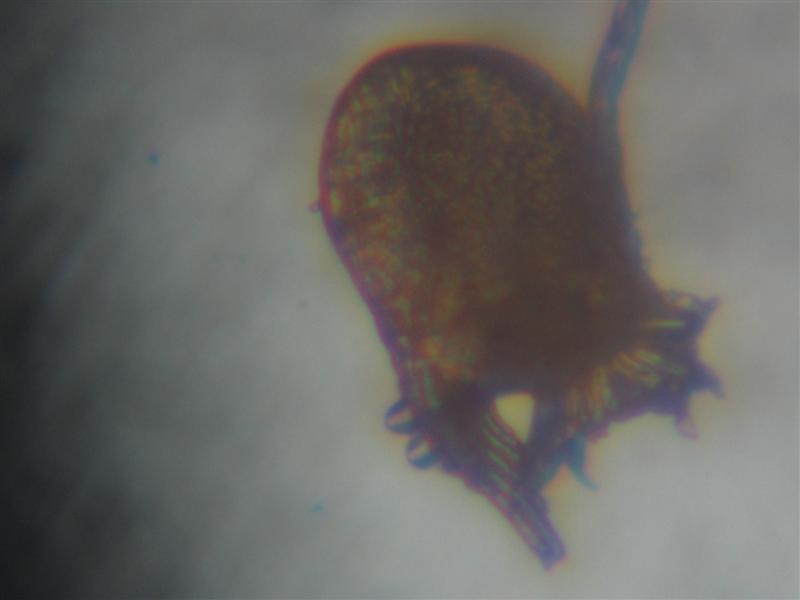
пастка